# Ben Lomond (szczyt)
Ben Lomond (gael. Beinn Laomainn, wym. [peɲ ˈlˠ̪ɯːməɲ]ⓘ) – szczyt w pasmie Ben Lomond, Luss i The Trossachs, w Grampianach Zachodnich. Leży w Szkocji, w hrabstwie Stirling. Jest to najwyższy szczyt Ben Lomond, Luss i The Trossachs.